# Clima de la Comunidad Valenciana

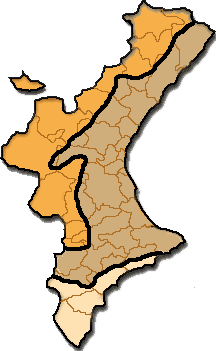
En color rosa la zona donde predomina el clima mediterráneo continental, en blanco el clima mediterráneo seco, y en marrón, la zona costera donde predomina el clima mediterráneo típico.

En la Comunidad Valenciana, predominan, debido a su situación geográfica, los climas mediterráneos (en la clasificación Köppen, tipos Csa, Csb, Bsk y Bsh), pero no en todo el territorio se da la misma modalidad, de forma que se pueden distinguir cuatro tipos:
- Clima mediterráneo típico: se extiende por todo el litoral norte y centro de la Comunidad, tiene inviernos no muy fríos debido a la característica suavizadora de temperatura que hace el mar, los veranos son largos bastante secos y calurosos, con máximas en torno a los 30 °C; respecto a precipitaciones se concentran en primavera y otoño, con riesgos de gota fría en esta última estación. Las ciudades representativas de este clima son Castellón de la Plana, Gandía, Torrente, Sagunto y Valencia

- Clima mediterráneo continentalizado: es un clima de transición entre el continental y el mediterráneo típico, propio del interior de la península ibérica. Los inviernos son fríos, los veranos son más cálidos que en el clima mediterráneo típico con temperaturas máximas superiores a los 40 grados, y las precipitaciones también escasas pero mejor distribuidas a lo largo del año, en invierno pueden ser en forma de nieve. Las ciudades representativas de este clima son Requena, Villena, Alcoy, Elda y Játiva.

- Clima mediterráneo seco: se dan desde el norte de la provincia de Alicante hasta el extremo sur limitando con la Región de Murcia, las temperaturas son muy cálidas en verano y en invierno son muy suaves 10 a 13 °C. Las precipitaciones son muy escasas: conforme nos dirigimos hacia el sur de la provincia de Alicante aparece un clima más bien árido con inviernos muy suaves en torno a los 12 °C, con veranos muy largos, muy secos y muy calurosos con temperaturas máximas de más de 30 °C, las escasísimas precipitaciones que caen suelen darse en las estaciones de transición (otoño y primavera). Las ciudades más representativas de este clima son Alicante, Benidorm, Elche, Orihuela, Torrevieja y Guardamar del Segura.

- Clima de montaña: se da en las zonas más altas de la provincia de Castellón, junto con el mediterráneo continentalizado. El clima de montaña se rige por la altitud, factor que influye en la temperatura y las precipitaciones. Estas suelen ser más abundantes y en forma de nieve durante el invierno. Una ciudad representativa de este clima es Morella.